# تيدي غيتي غاستون
تيدي غيتي غاستون (بالإنجليزية: Theodora Getty Gaston)‏ هي كاتِبة أمريكية، ولدت في 13 سبتمبر 1913 في شيكاغو في الولايات المتحدة، وتوفيت في 8 أبريل 2017 في ماليبو في الولايات المتحدة.